# السهم الأسود
السهم الأسود: قصة وردتين (بالإنجليزية: The Black Arrow: A Tale of the Two Roses)، هي رواية صدرت عام 1888، كتبها روبرت لويس ستيفنسون. وهي تعتبر رواية مغامرة تاريخية ورواية رومانسية. ظهرت للمرة الأولى على شكل سلسلة في عام 1883 بعنوان فرعي «قصة من غابات تونستول» في مجلة يونغ فوكس، جيث بدأت في 30 يونيو وانتهت في 20 أكتوبر. انتهي ستيفنسون من كتابة الرواية بحلول نهاية الصيف. وقد طبع تحت اسم مستعار هو كابتن جورج نورث. كانت رسائل باستون هي المصدر الأدبي الرئيسي للسهم الأسود.